# Begonia squarrosa
Espèce
Synonymes
- Gireoudia squarrosa (Liebm.) Klotzsch[1]

Begonia squarrosa est une espèce de plantes de la famille des Begoniaceae.
L'espèce fait partie de la section Gireoudia.
Elle a été décrite en 1852 par Frederik Michael Liebmann (1813-1856).

## Répartition géographique
Cette espèce est originaire du pays suivant : Mexique.